# Liaison Gare du Nord – Gare de l'Est
La liaison Gare du Nord – Gare de l'Est est une liaison piétonnière souterraine et en surface entre la gare de Paris-Nord et la gare de Paris-Est. Le cheminement en surface est ouvert fin 2023 tandis que la construction de la partie souterraine, plusieurs fois repoussée, doit débuter en 2024 pour une inauguration en 2028.[Passage à actualiser]

## Contexte
Les deux gares parisiennes sont distantes de 500 m, mais la correspondance entre elles doit se faire en surface par l'extérieur, ce qui implique de traverser le trafic routier de la rue La Fayette et le grand escalier de la rue d'Alsace. Par ailleurs, chaque gare dispose d'un souterrain arrivant près de la rue La Fayette. Il est alors envisagé de faciliter le cheminement en surface à l'aide d'ascenseurs et d'escaliers mécaniques et de creuser un tunnel de jonction entre les deux gares afin de former un pôle de correspondance.

## Historique
Le projet est évoqué depuis de nombreuses décennies. Entre 1991 et 2014, quatre études ont concerné le lien entre les deux gares.
Lors de la création d'une navette, nommée CDG Express, devant relier Paris et l'aéroport de Paris-Charles-de-Gaulle, prévue pour 2027, la gare de Paris-Est est sélectionnée comme terminus plutôt que la gare du Nord (déjà reliée à l'aéroport via la ligne B du RER d'Île-de-France), saturée. Cependant, la gare de l'Est possède moins de correspondances que celle du Nord, ce qui apporte une justification supplémentaire au projet de liaison entre les deux gares.
En 2016, l'ensemble des projets de cheminement entre la gare de l'Est et la gare du Nord ont été intégrés dans un nouveau projet dénommé « Liaison Gare du Nord – Gare de l'Est »,. Ce projet avait été voté en octobre 2018 pour une réalisation à l'horizon 2024.

## Caractéristiques
Pour former un vaste pôle multimodal, il est envisagé de relier la gare de l'Est à la gare de Paris-Nord via la gare de Magenta. Cette liaison serait développée, à la fois sous forme d'un cheminement en surface et d'un tunnel piétonnier.

### Liaison de surface
Le projet de cheminement piétonnier en surface, nommé le balcon vert, s'inscrit entre les quais de la gare de l'Est, la rue d'Alsace et la rue La Fayette. Il consiste en un immeuble d'un étage, initialement servant de bureaux, situé entre le quai no 1 et le mur de soutènement de la rue d'Alsace dont la toiture, arrivant au niveau de la chaussée, peut être aménagée en un jardin de 3 000 m2. Un escalier mécanique et un ascenseur doivent permettre d'accéder au jardin depuis l'enceinte de la gare. La réalisation du bâtiment a été confiée à la société Spie Batignolles et la livraison du bâtiment était prévue pour 2014. En 2012, le projet a été suspendu sine die, les promoteurs du projet craignant de ne pas parvenir à commercialiser les bureaux. Le 22 décembre 2014, SNCF Gares & Connexions, accompagnée par Spie Batignolles, a signé un accord de mise à disposition d'une emprise foncière afin de permettre la construction d'un hôtel quatre étoiles du groupe hôtelier OKKO dont l'ouverture est prévue à l'horizon 2019. C'est donc une réactivation du projet de balcon vert, avec les mêmes éléments : liaison entre gares facilitée, conforme aux normes prévues pour les personnes à mobilité réduite, comprenant des escaliers mécaniques et un ascenseur, ainsi qu'un jardin public sur la toiture-terrasse de l'hôtel. Ce jardin, nommé jardin Marielle-Franco, est ouvert en 2019. Cependant, la liaison elle-même, soit les escaliers mécaniques et l'ascenseur, n'est plus accolée à cet ensemble architectural et n'est ouverte que fin 2023.

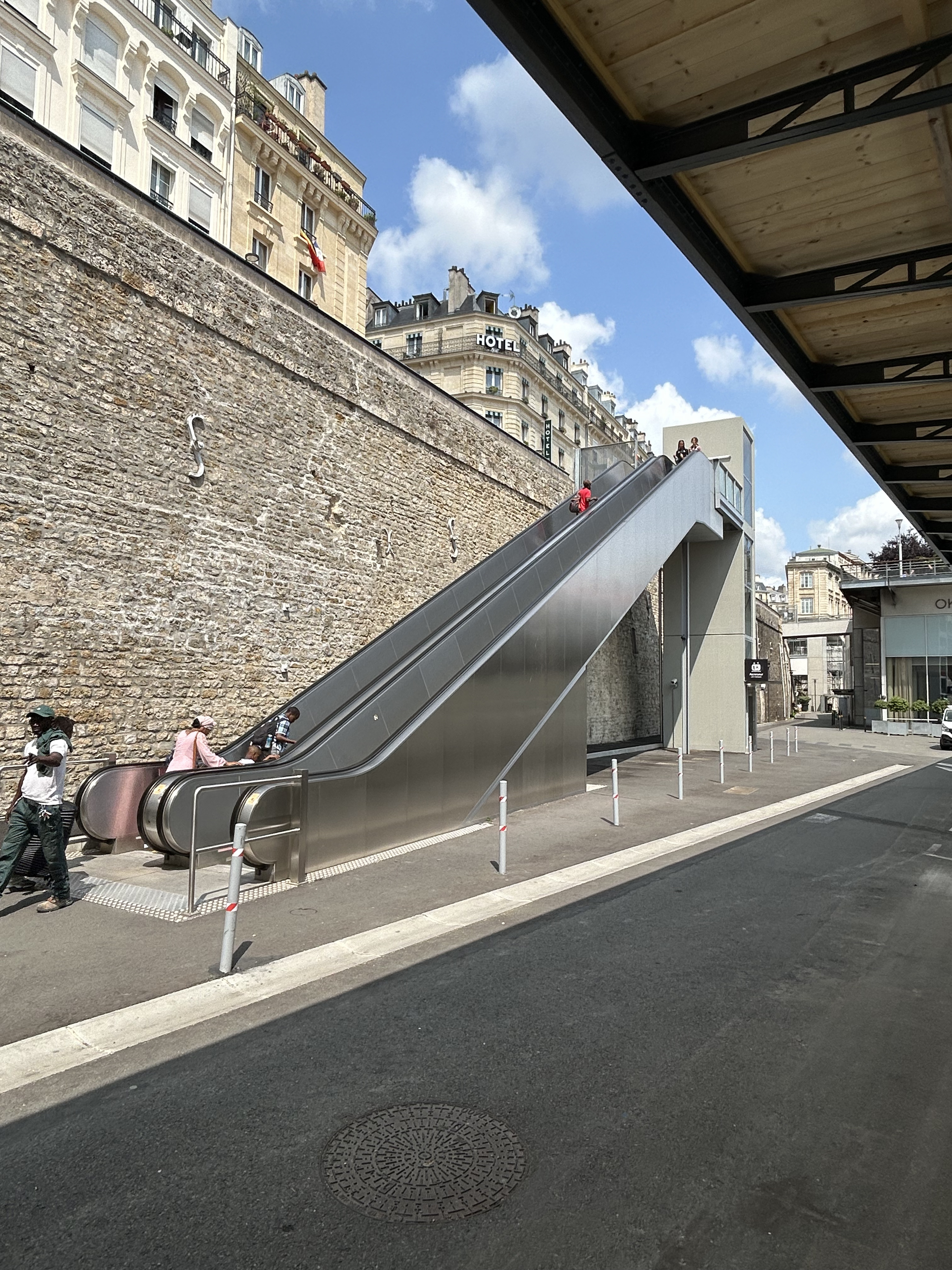
Escaliers mécaniques.
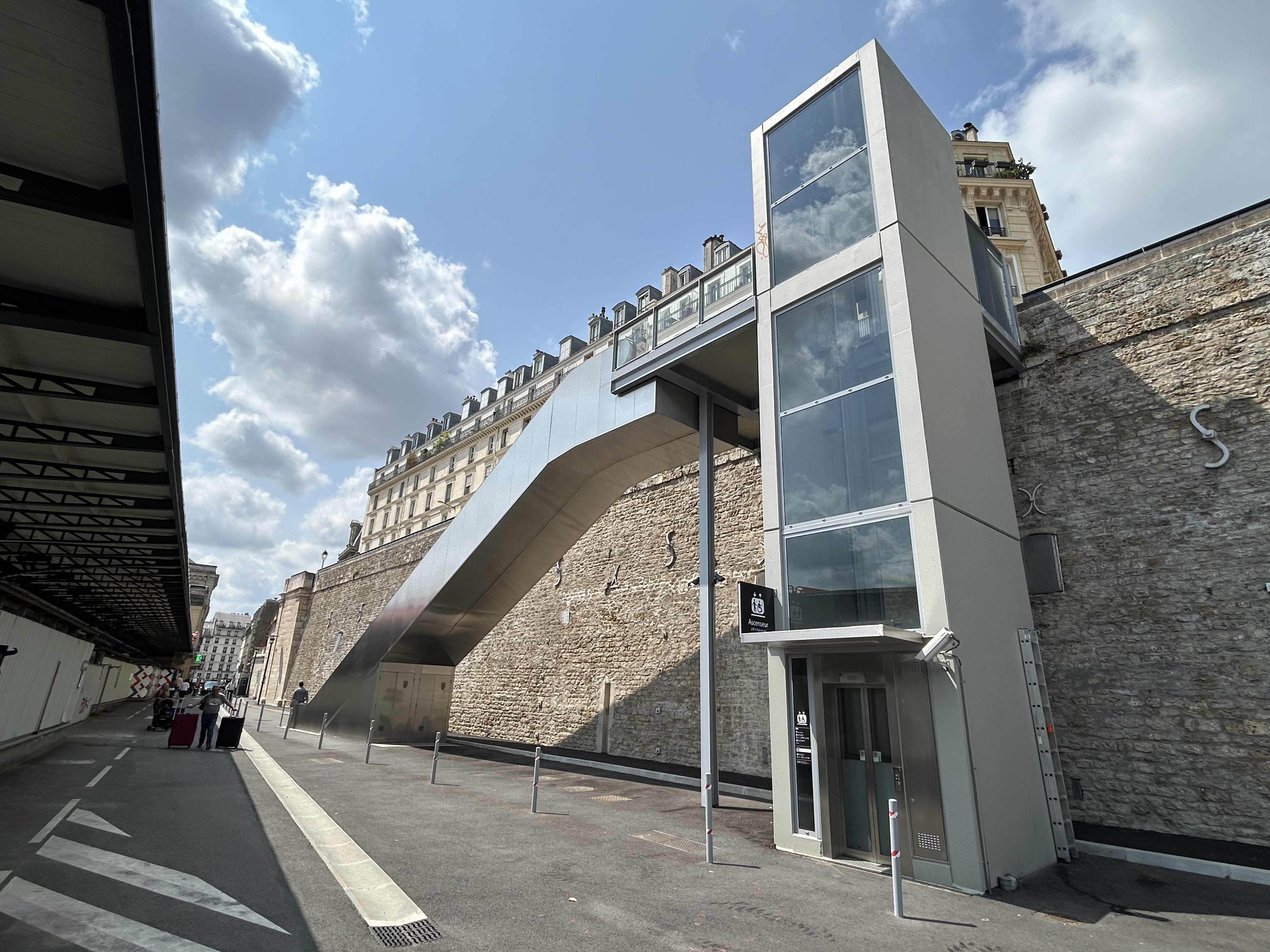
Ascenseur.

### Tunnel
Le projet de tunnel consiste en un prolongement du passage souterrain existant de la station de métro Château-Landon desservant la gare de l'Est, dont les accès sont situés en bout de quais. Prolongé sous la rue La Fayette, il permettrait de rejoindre la gare de Magenta. Ce couloir de correspondance était prévu dans l'avant-projet de la ligne E du RER, mais les études de définition avec la ville de Paris n'ont pas pu aboutir. Il ne manque que cinquante à quatre-vingts mètres à percer entre le quai 1 de la gare de l'Est et la sortie rue de l'Aqueduc de la gare de Magenta mais il faudra croiser un égout et l'aqueduc de ceinture du canal de l'Ourcq. Cette difficulté technique explique pourquoi l'ouvrage n'a pas été réalisé pour le moment. Dans ce cadre, le conseil de Paris souhaite en outre créer une nouvelle entrée de la gare au croisement de la rue d'Alsace et de la rue La Fayette[réf. nécessaire].
Des travaux devraient commencer par le creusement d'un souterrain rue La Fayette, fin 2024. L'inauguration est prévue pour 2028.